# György Pray

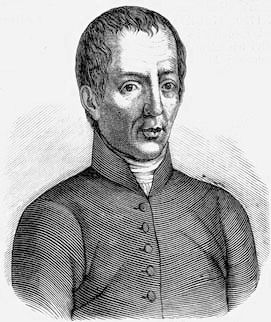
György Pray, Lithographie von 1859

György (Georg) Pray (* 11. September 1723 in Neuhäusel, Ungarn; † 23. September 1801 in Pest) war ein ungarischer Historiker und Jesuit.

## Leben
Pray entstammt einer Tiroler Adelsfamilie. Nach einem kurzen Jura- und Philosophie-Studium trat er 1740 in Wien dem Jesuitenorden bei. Nachdem er zwei Jahre in Wien verbracht hatte, lehrte er Dichtkunst und Moraltheologie an Ordenskollegien in Fünfkirchen, Großwardein, Rosenau, Trencsin, Tyrnau (1749) und Raab. 1754 geweiht, kam er 1759 als Lehrer an das Wiener Theresianum und arbeitete nebenher als Erzieher im Hause des Fürsten Salm. In Wien lernte Pray den Historiker Erasmus Fröhlich kennen, der sein Interesse an ungarischer Geschichte weckte. Pray widmete sich fortan ganz der mittelalterlichen Geschichte Ungarns. Maria Theresia gewährte ihm nach der 1773 erfolgten Aufhebung des Jesuitenordens eine Pension und ernannte ihn zum "Historiographen des Königreichs Ungarn". Pray veröffentlichte eines der ersten ungarischen Sprachdenkmäler, den nach ihm benannten Pray-Kodex. In Streitschriften verteidigte er die finnisch-ugrische Ursprungstheorie der Ungarn. Als 1777 die Universität von Tyrnau nach Ofen und später nach Pest verlegt wurde, wurde Pray zum Kustos der Universitätsbibliothek berufen. Zum Dank für seine Verdienste um die historische Rechtfertigung der kaiserlichen Ansprüche auf die osmanisch besetzten Randprovinzen des Habsburgerreiches wurde er zum Domherrn von Großwardein und zum Abt von Tornova ernannt.

## Werk (Auswahl)
- Annales veteres Hunnorum, Avarum et Hungarorum ab Anno a. C. N. 210 ad Annum C. 997. deducti, Partes tres (Vindobonae 1761, Fol.)
- Annales Regum Hungariae ab Anno Christi 997 usque ad Annum 1564 deducti, Partes V (Vindobonae, 1764–1770, Fol.)
- Index rariorum Librorum Bibliothecae Universitatis Regiae Budensis. (Budae 1780–1781)
- Historia Regum Hungariae (Budae 1801)